# Peter Nørlem
Peter Nørlem (ur. 1 kwietnia 1991 w Odense) – duński wioślarz.

## Osiągnięcia
- Mistrzostwa Świata Juniorów – Linz 2008 – dwójka podwójna – 8. miejsce[1].
- Mistrzostwa Świata Juniorów – Brive-la-Gaillarde 2009 – dwójka podwójna – 9. miejsce[1].
- Mistrzostwa Świata U-23 – Brześć 2010 – dwójka podwójna wagi lekkiej – 3. miejsce[1].
- Mistrzostwa Europy – Montemor-o-Velho 2010 – dwójka podwójna wagi lekkiej – 17. miejsce[1].